# Saeko Nogami
 (mai 2024).
Saeko Nogami (野上 冴子, Nogami Saeko), ou le lieutenant Hélène Lamberti (Tania dans certains épisodes) dans la version française, est un personnage de fiction créé par Tsukasa Hōjō dans le manga City Hunter en 1985.

## Biographie fictive
Inspectrice de police et ancienne partenaire de Hideyuki Makimura.
Aînée d'une famille de 5 filles, son père voulait absolument un garçon. Elle est entrée dans la police, son père étant le préfet de police de Tokyo. Son père lui présente beaucoup de prétendants auxquels Saeko fait passer un test. Les prétendants finissent tous à l'hôpital car Saeko ne veut pas d'un homme plus faible qu'elle.
Saeko se démarque par sa très grande beauté qui fait fondre les hommes. Elle n'en est que plus dangereuse: sous-estimée par les hommes, ils se laissent facilement piéger par une femme aussi belle qu'intelligente. Saeko utilise un Smith & Wesson 38 Special et un Nambu M60 mais aussi 16 kunaï (couteaux) qu'elle porte dans un fourreau-jarretière autour de sa cuisse. Grâce à ses jupes fendues, elle accède facilement à ses couteaux et distrait les hommes qui regardent la jambe qui apparaît sous leurs yeux, cela fait d'elle une adversaire des plus redoutables.
Bien qu'elle soit dans la police, elle ne manifeste jamais la prétention d'arrêter Ryô (alors qu'il fait parfois des choses illégales). Elle lui donne régulièrement des informations (plus ou moins secrètes), souvent pour qu'il l'aide mais parfois aussi gratuitement. Ryô l'aide aussi souvent lors de ses enquêtes en échange de passer une (ou plusieurs) soirées ensemble, pour lui, celle-ci ne « paie jamais ses dettes » envers lui.
À la suite d'une affaire particulièrement délicate de traite des blanches, au cours de laquelle Ryô lui sauve la vie in extremis, elle consentira néanmoins à l'accompagner dans un love hotel pour s'acquitter de son paiement. Ryô s'y montre étonnamment distant et anxieux, et disparaît de la chambre alors qu'elle prend sa douche, sans rien tenter. À Kaori, venue interrompre ce qu'elle présumait être une partie de débauche, elle expliquera s'être retrouvée, par le passé, au cœur d'un triangle amoureux impliquant Hideyuki et Ryô. Elle avoue les avoir aimés tous les deux, et avoir essayé de faire un choix entre eux. La mort d'Hideyuki a mis un terme à cette rivalité, mais son souvenir est encore trop vivace pour qu'elle puisse envisager une relation, fut-elle seulement charnelle, avec Ryô. Elle est d'ailleurs parfaitement convaincue que ce dernier, malgré ses rodomontades et ses propositions indécentes, se trouve exactement dans le même cas.

## Œuvres où le personnage apparaît

### Mangas
- 1985 : City Hunter
- 2001 : Angel Heart

### Séries
- 1987 : Nicky Larson
- 2005 : Angel Heart